# Restitutio
Die Restitutio (von lateinisch restitutio „Wiederherstellung“) bezeichnete im antiken Rom einen einseitigen Staatsakt, durch den die römische Zentralmacht die Souveränität eines zuvor unterworfenen oder annektierten Gemeinwesens vollständig wiederherstellte. Diese Maßnahme umfasste die Rückgabe aller zuvor enteigneten Territorien, Rechte, Institutionen und Güter und diente sowohl politischen als auch strategischen Zwecken.

## Hintergrund
Die Restitutio war ein bedeutender Ausdruck römischer Machtpolitik, die sich nicht nur auf militärische Unterwerfung beschränkte, sondern auch auf die gezielte Wiederherstellung von politischer Autonomie unter bestimmten Bedingungen. Dieses Vorgehen war sowohl pragmatisch als auch symbolisch: Es diente der Stabilisierung von Grenzregionen, der Sicherung von Loyalität und der Demonstration römischer Kontrolle.
Ein solcher Staatsakt konnte nach einer erfolgreichen militärischen Kampagne oder bei politischen Neuordnungen erfolgen, etwa wenn Rom einen früheren Verbündeten oder Herrscher nach einem Konflikt rehabilitieren wollte. Durch die Restitutio wurde die Rückkehr zu einem früheren, rechtlich oder politisch definierten Zustand ermöglicht.

## Ablauf und Prinzipien
- Rückgabe von Gebieten und Besitz: Alle zuvor von Rom beschlagnahmten Territorien und Güter wurden penibel an das Gemeinwesen zurückgegeben.[2]
- Wiederherstellung der Souveränität: Das unterworfene Gemeinwesen erhielt seine politische Unabhängigkeit zurück, einschließlich der Befugnis, eigene Gesetze zu erlassen und eigene Institutionen zu betreiben.[7]
- Römische Kontrolle im Hintergrund: Obwohl formal die Autonomie wiederhergestellt wurde, blieb das Gemeinwesen häufig moralisch, wirtschaftlich oder militärisch an Rom gebunden.[4]

## Politische Ziele
Die Restitutio diente mehreren politischen und strategischen Zwecken:
1. Stabilisierung des Imperiums: Besonders in Grenzregionen konnte die Wiederherstellung lokaler Autoritäten Spannungen abbauen und einen Puffer zwischen Rom und potenziellen Feinden schaffen.[3]
2. Demonstration von Macht: Der Akt zeigte, dass Rom souverän über die Schicksale von Völkern entschied und sowohl unterwerfen als auch großzügig wiederherstellen konnte.[1]
3. Sicherung der Loyalität: Betroffene Gemeinwesen waren oft verpflichtet, sich Rom gegenüber loyal zu verhalten, selbst wenn sie offiziell unabhängig waren.[2]

## Beispiele
Die Restitutio wurde häufig in der römischen Außenpolitik angewandt:
- Nach Konflikten, wenn ein besiegtes Volk oder ein Stadtstaat wieder in die Eigenständigkeit entlassen wurde, um als Bündnispartner Roms zu fungieren.[5]
- In Einzelfällen wurde auch Herrschern, die von internen Konflikten oder äußeren Feinden entmachtet worden waren, ihre Position durch römische Intervention zurückgegeben.[1]

## Unterschied zur Constitutio Antoniniana
Während die Restitutio primär darauf abzielte, frühere Zustände und Rechte wiederherzustellen, war die Constitutio Antoniniana (212 n. Chr.) ein universeller Akt, der allen freien Bewohnern des Römischen Reiches die römische Bürgerschaft verlieh. Die Restitutio richtete sich meist an spezifische Gemeinwesen oder Gruppen, wohingegen die Constitutio eine allgemeine Gleichstellung schuf.

## Fazit
Die Restitutio war ein wichtiger Bestandteil der römischen Herrschaftsstrategie und trug wesentlich zur politischen Stabilisierung und zur Sicherung der Macht Roms im Mittelmeerraum bei. Sie kombinierte militärische Stärke mit diplomatischem Geschick und unterstrich die Fähigkeit Roms, Großzügigkeit mit strategischem Kalkül zu verbinden.

## Antike Quellen
- Titus Livius (Livy), Ab urbe condita
- Cassius Dio, Römische Geschichte
- Appian von Alexandria, Römische Geschichte
- Corpus iuris civilis